# Est en Opijnen
Pour les articles homonymes, voir Est (homonymie).
Est en Opijnen est une ancienne commune néerlandaise de la province du Gueldre.
La commune, qui s'appelait simplement Opijnen jusqu'au 1er janvier 1818, comportait les villages d'Est et d'Opijnen. Elle était située sur la rive droite du Waal.
En 1840, Est en Opijnen comptait 122 maisons et 921 habitants, dont 588 à Est et 333 à Opijnen. Depuis le 1er janvier 1978 Est en Opijnen a fusionné dans la commune de Neerijnen.

## Référence
1. ↑  Alphabetisch register van alle bewoonde oorden des Rijks, Departement van Oorlog, Éd. Erven Doorman, 's-Gravenhage, 1850